# 2. Liga (Polen) 1990/91
Die 2. Liga 1990/91 war die 43. Spielzeit der zweithöchsten polnischen Fußball-Spielklasse der Herren. Sie begann im Juli 1990 und endete im Juni 1991.

## Modus
Die 20 Mannschaften spielten an insgesamt 38 Spieltagen aufgeteilt in einer Hin- und Rückrunde jeweils zwei Mal gegeneinander. Der Meister und Vizemeister stiegen direkt in die 1. Liga auf, während der Dritt- und Viertplatzierte über die Play-offs aufsteigen konnte. Die letzten vier Vereine spielten in der Relegation zwei Absteiger aus.
Die Regelung mit einem Extrapunkt für Siege mit drei Toren Unterschied wurde ab dieser Spielzeit verworfen, da sie nicht den erhofften Erfolg brachte.

## Vereine
| Verein                       | Stadt               |
| ---------------------------- | ------------------- |
| Jagiellonia Białystok        | Białystok           |
| Polonia Bytom                | Bytom               |
| Szombierki Bytom             | Bytom               |
| Raków Częstochowa            | Częstochowa         |
| Lechia Gdańsk                | Gdańsk              |
| Stilon Gorzów Wielkopolski   | Gorzów Wielkopolski |
| Korona Kielce                | Kielce              |
| Miedź Legnica                | Legnica             |
| Widzew Łódź                  | Łódź                |
| Ostrovia Ostrów Wielkopolski | Ostrów Wielkopolski |
| Resovia Rzeszów              | Rzeszów             |
| Stal Rzeszów                 | Rzeszów             |
| Stal Stalowa Wola            | Stalowa Wola        |
| Pogoń Stettin                | Stettin             |
| Siarka Tarnobrzeg            | Tarnobrzeg          |
| Górnik Wałbrzych             | Wałbrzych           |
| Zagłębie Wałbrzych           | Wałbrzych           |
| Gwardia Warschau             | Warschau            |
| Hutnik Warschau              | Warschau            |
| Odra Wodzisław Śląski        | Wodzisław Śląski    |

## Abschlusstabelle
| Pl. | Verein                           | Sp. | S  | U  | N  | Tore    | Diff. | Punkte |
| --- | -------------------------------- | --- | -- | -- | -- | ------- | ----- | ------ |
| 1.  | Stal Stalowa Wola                | 38  | 18 | 13 | 7  | 045:240 | +21   | 49:27  |
| 2.  | Widzew Łódź (A)                  | 38  | 17 | 14 | 7  | 057:290 | +28   | 48:28  |
| 3.  | Jagiellonia Białystok (A)        | 38  | 17 | 14 | 7  | 046:290 | +17   | 48:28  |
| 4.  | Miedź Legnica                    | 38  | 17 | 13 | 8  | 051:340 | +17   | 47:29  |
| 5.  | Stilon Gorzów Wielkopolski       | 38  | 17 | 13 | 8  | 046:290 | +17   | 47:29  |
| 6.  | Raków Częstochowa (N)            | 38  | 16 | 11 | 11 | 043:340 | +9    | 43:33  |
| 7.  | Polonia Bytom                    | 38  | 15 | 11 | 12 | 051:380 | +13   | 41:35  |
| 8.  | Siarka Tarnobrzeg                | 38  | 12 | 15 | 11 | 047:460 | +1    | 39:37  |
| 9.  | Szombierki Bytom                 | 38  | 14 | 11 | 13 | 040:410 | −1    | 39:37  |
| 10. | Górnik Wałbrzych                 | 38  | 12 | 13 | 13 | 043:420 | +1    | 37:39  |
| 11. | Pogoń Stettin                    | 38  | 11 | 14 | 13 | 047:460 | +1    | 36:40  |
| 12. | Lechia Gdańsk                    | 38  | 13 | 10 | 15 | 040:430 | −3    | 36:40  |
| 13. | Resovia Rzeszów                  | 38  | 11 | 14 | 13 | 038:420 | −4    | 36:40  |
| 14. | Odra Wodzisław Śląski            | 38  | 9  | 17 | 12 | 049:490 | ±0    | 35:41  |
| 15. | Stal Rzeszów                     | 38  | 10 | 15 | 13 | 044:500 | −6    | 35:41  |
| 16. | Zagłębie Wałbrzych               | 38  | 9  | 17 | 12 | 027:330 | −6    | 35:41  |
| 17. | Korona Kielce (N)                | 38  | 11 | 12 | 15 | 032:430 | −11   | 34:42  |
| 18. | Gwardia Warschau                 | 38  | 8  | 11 | 19 | 037:540 | −17   | 27:49  |
| 19. | Hutnik Warschau (N)              | 38  | 9  | 8  | 21 | 035:630 | −28   | 26:50  |
| 20. | Ostrovia Ostrów Wielkopolski (N) | 38  | 4  | 14 | 20 | 028:770 | −49   | 22:54  |

Platzierungskriterien: 1. Punkte – 2. Tordifferenz – 3. geschossene Tore

| (A) | Absteiger aus der 1. Liga 1989/90 |
| (N) | Neuaufsteiger aus der 3. Liga     |

## Play-offs
Die Spiele fanden am 26. und 30. Juni statt.
|                    | Gesamt          |                       | Hinspiel | Rückspiel |
| ------------------ | --------------- | --------------------- | -------- | --------- |
| Miedź Legnica      | 3:4             | FKS Stal Mielec       | 3:1      | 0:3       |
| Zagłębie Sosnowiec | 2:2 (4:2 i. E.) | Jagiellonia Białystok | 0:2      | 2:0 n. V. |

## Relegation
|                 | Gesamt |                              | Hinspiel | Rückspiel |
| --------------- | ------ | ---------------------------- | -------- | --------- |
| Korona Kielce   | 4:2    | Ostrovia Ostrów Wielkopolski | 3:0      | 1:2       |
| Hutnik Warschau | 2:3    | Gwardia Warschau             | 1:2      | 1:1       |